# جبل برع
جبل بُرَعْ وهو أحد جبال اليمن ويقع في مديرية بُرَعْ ويرتفع عن مستوى سطح البحر بحوالي (2400 متراً) وهو يقع ضمن محمية طبيعية يطلق عليها اسم محمية جبل برع